# عزت غزاوی
عزت غزاوی (زادهٔ ۴ دسامبر ۱۹۵۱ – درگذشتهٔ ۴ آوریل ۲۰۰۳) نویسنده، و منتقد ادبی اهل فلسطین بود.
وی بارها به خاطر فعالیت‌های سیاسی‌اش توسط مقامات اسرائیل دستگیر شد. او استاد دانشگاه بیرزیت بود و در سال ۲۰۰۱ برندهٔ جایزه ساخاروف برای آزادی اندیشه شد.